# Kardinaltal
Den här artikeln handlar om det matematiska begreppet. För typen av räkneord, se räkneord
Kardinaltal är ett begrepp inom mängdteorin, och betecknar antalet element i en mängd. Det är ett sätt att generalisera talbegreppet. Ibland skriver man lodstreck kring mängden för att beteckna antalet element (kardinaliteten). |M| är alltså antalet element i M.

## Vag definition
Ett vagt sätt att formulera innebörden av begreppet kardinaltal för en mängd (A) är att säga att dess kardinaltal är den egenskap som den delar med alla andra mängder som är ekvivalenta med A; Att två mängder, A och B, är ekvivalenta betyder att det finns en bijektiv avbildning f : A → B mellan dem.

## Precis definition
Principen om välordning säger att varje mängd, A, kan associeras med en ordningsrelation, ≤, som gör paret (A, ≤) till en välordnad mängd. Eftersom varje välordnad mängd är isomorf med ett ordinaltal, och varje mängd av ordinaltal har ett minsta element, betyder detta att det finns ett minsta ordinaltal som är isomorft med paret (A, ≤); detta ordinaltal kallas kardinaltalet för mängden A.

## Exempel
Låt A vara den ändliga mängden A = {0,1,2,3}. Med avseende på den vanliga ordningsrelationen ≤ på de naturliga talen, är paret (A, ≤) en välordnad mängd. Denna associeras med ordinaltalet 4, enligt von Neumanns konstruktion av det naturliga talet 4. Om vi tänker oss en annan välordningsrelation på A, så kan vi fortfarande associera den uppkomna välordnade mängden med ordinaltalet 4; detta följer av von Neumanns konstruktion av 4. Följaktligen kommer familjen M – bestående av samtliga ordinaltal assocerade med mängden A – att vara M = {4}. Det minsta elementet i denna mängd är 4, varför kardinaltalet för mängden A är card(A) = 4.

## Egenskaper
Det finns inte någon mängd som innehåller samtliga kardinaltal; den så kallade Cantors paradox är en motsägelse som uppstår om man antar att det finns en mängd som innehåller samtliga kardinaltal.

## Kardinaltal och mängden tal
När man i mängdteorin definierar alla naturliga tal enligt mönstret 0 = ∅ och n = {0, 1, 2,… , n-1} så får varje naturligt tal sig själv som kardinaltal. Exempelvis är |14| = 14 eftersom 14 innehåller 14 element. 
Varje naturligt tal är alltså ett ändligt kardinaltal. Det finns också oändliga kardinaltal. Ett exempel på oändligt kardinaltal är ℵ0 (alef-noll) som är antalet element i mängden av alla naturliga tal. Om denna mängd skrivs ℕ har vi alltså att |ℕ| = ℵ0. Antalet heltal och rationella tal är lika många som antalet naturliga tal så även dessa mängder har kardinaltalet ℵ0. ℵ0 är det minsta oändliga kardinaltalet. Det går inte att bilda en mängd med oändligt många element men färre element än ℕ.
Observera att en delmängd av en oändlig mängd kan ha samma kardinaltal som den ursprungliga mängden. Till exempel har mängden av alla udda tal samma kardinaltal som mängden av heltal (ℵ0 i båda fallen).
Det finns ingen gräns för hur stora kardinaltal vi kan bilda (se Cantors sats). Exempel: Mängden ℝ av alla reella tal har kardinaltalet 2ℵ₀ som är större än ℵ0 (se även kontinuumhypotesen). 
Alla kardinaltal som är mindre än eller lika med ℵ0 kallas uppräkneliga (detta inkluderar naturligtvis alla ändliga). Kardinaltal som är större än ℵ0 kallas ouppräkneliga. 
Varje kardinaltal α har en entydig efterföljare som är det minsta kardinaltal som är större än α. Efter ℵ0 kommer nämligen ℵ1. Sedan följer i tur och ordning ℵ2, ℵ3, ℵ4, …. Det minsta kardinaltal som är större än alla kardinaltal på formen ℵi där i är ett naturligt tal, är ℵℵ₀, som dock oftare skrivs ℵω. Sedan följer ℵω+1, ℵω+2 etc. Närmare bestämt finns ett kardinaltal ℵα för varje ordinaltal α. Det finns därmed ingen gräns på hur stora kardinaltal man kan bilda. Detta förklaras av Cantors sats. 
Kardinaltalen har en aritmetik, som till vissa delar är trivial men vars potensoperation är ett aktivt och omfattande forskningsfält. Närmare bestämt så gäller för två kardinaltal a och b att:
a + b = ab = max(a, b)
ab > b om a > 1
a > b och c > 1 medför ca ≥ cb
Om vi introducerar begreppet kofinalitet för ett kardinaltal som följer:
cf a = det minsta kardinaltal k så att a är unionen av k stycken delmängder, alla vars kardinalitet är mindre än a.
så kan vi ge ytterligare en lag:
cf 2a > a.
Man kan visa att för reguljära kardinaltal, det vill säga de som satisfierar cf a = a, är dessa lagar allt som går att visa rörande kardinaltalsaritmetik. För de singulära kardinaltal vars kofinalitet är överuppräknelig är det känt att deras artimetik väsentligen styrs av de på de reguljära kardinaltalen. Singulära kardinaltal med uppräknelig kofinalitet är ännu inte välförstådda, men studeras bland annat i Saharon Shelahs PCF-teori. Ett exempel på ett resultat från denna är:
{\displaystyle 2^{\aleph _{k}}<\aleph _{\omega }\ \forall \ k\in \mathbb {R} \ \Rightarrow \ 2^{\aleph _{\omega }}<\aleph _{\omega -4}}